# Jewgienija Kożuchowa
Jewgienija Kożuchowa (ur. 3 czerwca 1990) – rosyjska siatkarka, grająca jako przyjmująca. Obecnie występuje w klubie Dinamo Moskwa.